# Bollingstedt
Bollingstedt es un municipio situado en el distrito de Schleswig-Flensburgo, en el estado federado de Schleswig-Holstein (Alemania), con una población a finales de 2016 de unos 1417 habitantes.
Se encuentra ubicado al norte del estado, a poca distancia al noroeste del fiordo Schlei y al sur de la frontera con Dinamarca.